# Charles Gille
Pour les articles homonymes, voir Gille.
Charles Eugène Gille (né le 6 janvier 1820 à Paris et mort dans cette même ville le 22 avril 1856) dit : le Moucheron est un goguettier, poète et chansonnier français.
Il est le fondateur et président de la célèbre, joyeuse et politisée goguette de la Ménagerie ou des Animaux (1839-1846).
Ses membres sont appelés les animaux et se choisissent un nom d'animal. Le Moucheron est le nom que s'est choisi Charles Gille.

## Biographie

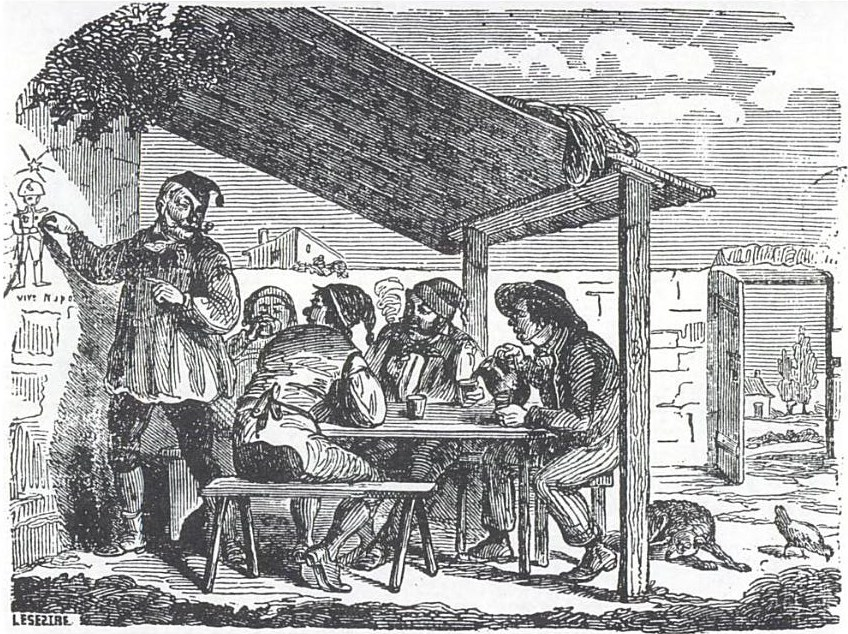
Une goguette, extrait du journal de Charles Gille Les grelots de Momus, Paris 1849.

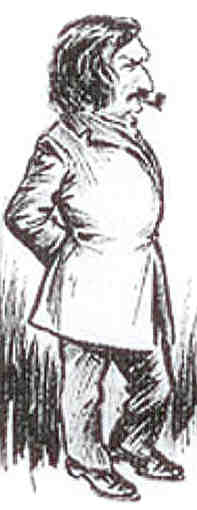
Portrait charge de Charles Gille.

Charles Gille est né le 6 janvier 1820. À six ans il entre à l'école mutuelle de son quartier, dont il sort à douze ans pour entrer en apprentissage. Sa mère est corsetière ; elle le fait coupeur de corsets, profession qu'il exerce longtemps. L'absence d'informations sur son père laisse supposer qu'il est un enfant naturel non reconnu.
Doué d'une intelligence peu commune et qu'il s'applique à cultiver par la lecture assidue des poètes, des historiens et de tous les livres que le hasard lui procure, Charles Gille, à seize ans, la tête pleine de chansons, rime correctement. Si la forme laisse parfois à désirer, la pensée est déjà claire et originale.
En 1839, il chante à ses amis : la Fête des Champeaux. Si la scène de la chanson se passe au XVIe siècle, les allusions sont saisissantes, et c'est au nom des opprimés du jour que le poète se fait entendre.
Dès ce moment Gille ne s'arrête plus. Il produit sans cesse. Les sujets les plus divers abondent sous sa plume.
Il veut enseigner au peuple ouvrier, qui vient l'écouter et l'applaudir dans les goguettes, l'histoire de la Révolution française en chansons.
Il crée pour cela des chansons à succès : Le Vengeur, le Départ de la Garde nationale en 1792, la Trente-Deuxième demi-brigade, le Bataillon de la Moselle.
Il fonde la goguette des Animaux appelée aussi goguette de la Ménagerie. Il en devient le président. Il existe une chanson d'inauguration de la goguette des Animaux, composée par Charles Gille en 1839. Les membres de cette goguette se font appeler les Animaux et s'affublent chacun d'un nom d'animal.
Le fondateur de la goguette par ce choix parait donner ainsi un écho au Carnaval de Paris. À l'époque cette fête est très grande, vivante et populaire et les costumes d'animaux, ours ou girafe par exemple, y sont traditionnels.
La goguette des Animaux est très politisée et ne s'en cache pas. Les goguettes sont tenues de faire l'annonce suivante au début de chacune de leurs assemblées : « Toute chanson politique ou attaquant la personne du roi est sévèrement interdite ». À l'inverse Charles Gille ouvre la séance de sa goguette par ces mots : « Les chansons politiques sont permises. On peut dire merde au roi. »
Les séances commencent dès qu'il y a 13 présents, un vrai chat ou un vrai chien présent dans la salle comptant dans ce nombre 13.
La goguette des Animaux est un succès et certains soirs s'y retrouvent jusqu'à 500 personnes.
À côté des animaux membres en titre, les visiteurs de sexe masculin sont appelés les rossignols. Le nom est flatteur car c'est l'oiseau par excellence réputé pour son chant en France. C'est aussi une moquerie dissimulée et implicite quand il concerne les visiteurs qui chantent particulièrement faux.
Parmi les affiliés aux goguettes les femmes sont nombreuses. Ce n'est pas le cas à la Ménagerie où elles sont refusées comme membres. Elles peuvent être seulement visiteuses sous le nom de fauvettes.
Le choix d'un nom d'oiseau insectivore pour désigner les femmes est peut-être à rapprocher du nom choisi par le président de la goguette. Charles Gille est le Moucheron.
On connait un autre exemple d'humour animalier chez Charles Gille. Considérant que la salle longue et basse où se réunit la goguette le Banquet du Jeudi ressemble plutôt à un terrier, il a donné à cette goguette et à ses membres le nom des Lapiniers.
Pour propager leurs idées Charles Gille et son ami chansonnier Charles Regnard fondent La chanson de nos jours, publication mi-livre, mi-revue qui connait 20 livraisons soit deux volumes de 1843 à 1844.
Cette publication aurait été faite en rivalité avec l'éphémère revue L'Écho lyrique, feuilles d'annonces, journal littéraire, artistique, théâtral et chantant, paraissant le dimanche, avec laquelle Charles Gille entretient une polémique significative. Le chansonnier en veut à cette revue fautive selon lui de défendre une vision neutre, ludique, hédoniste, épicurienne de la chanson.
L'Écho lyrique écrit : « Le goût de la chanson, vivante personnification de l'insoucieuse gaité française, subsiste aujourd'hui plus que jamais. ... Paris et sa Banlieue comptent un grand nombre de sociétés chantantes, qui modestes, sans fracas, prirent la simple dénomination de goguettes. ... C'est là que chaque semaine ils (les ouvriers) viennent passer une soirée agréable, où règne l'entrain, la gaîté et la bonne harmonie ; où chacun vient apporter sa chanson, sa romance, que les confrères applaudissent. ... Unité, urbanité, amitié, sont les seuls mots d'ordre de ces joyeuses réunions. »
Durant cette polémique Charles Gille écrit faisant référence à l'épidémie de choléra de 1832 qu'il a connu quand il avait 12 ans et qui a fait à Paris plus de 19 000 victimes :
L'Écho lyrique 

Est colérique

Or, mes amis, il passera

Comme a passé le choléra.
En 1844 dans son Histoire de la chanson Charles Gille expose sa conception utilitaire, élitiste et moralisatrice du chansonnier. Le chansonnier doit faire que le peuple ne perde pas son temps à se distraire à la goguette. À la goguette le chansonnier doit être pour le peuple un porteur du savoir, guide politique et moral :
On ne chantait sous l'Empire

Que le dieu de ce temps-là ; (...)

Vingt ans après, ô merveille !

Lorsqu'un roi se parjurait,

Le grand peuple se réveille

Aux refrains du cabaret.

Courez donc à la goguette

Joyeux faiseurs de chansons,

Dans un coin l'amour vous guette,

Le peuple attend vos leçons ;

Mais faites qu'il utilise

Les instants qu'il y perdrait,

Et que l'ouvrier s'instruise

Aux refrains du cabaret.
Charles Gille est alors, avec Charles Colmance et Gustave Leroy, une des trois plus fameuses célébrités des goguettes parisiennes. Parlant d'eux Henri Avenel écrit en 1889 : « Ils faisaient un triumvirat qui avait toutes les sympathies de la population ouvrière. Leurs noms étaient connus et appréciés à leur juste valeur dans tous les ateliers des faubourgs et de la banlieue. »
Les positions politiques et morales affichées par Charles Gille déplaisent à la police. De ce fait la goguette qu'il préside est obligée de déménager souvent. Finalement en 1846 ses membres sont arrêtés. Elle est dissoute. Charles Gille est condamné à six mois de prison pour « activités illégales », peine qu'il purge à la prison de Sainte-Pélagie. « Plus tard, Gille put se vanter d'avoir son propre agent de police, qui le suivait partout et qu'il invitait même à boire. »
En 1846 la société lyrique des Templiers publie une chanson écrite par Charles Gille et Christian Sailer : Nos démissions à la Lyce Chansonnière où les deux goguettiers rejettent la goguette de la Lice chansonnière, l'accusant de manquer de générosité, sincérité et refuser l'adhésion des femmes.

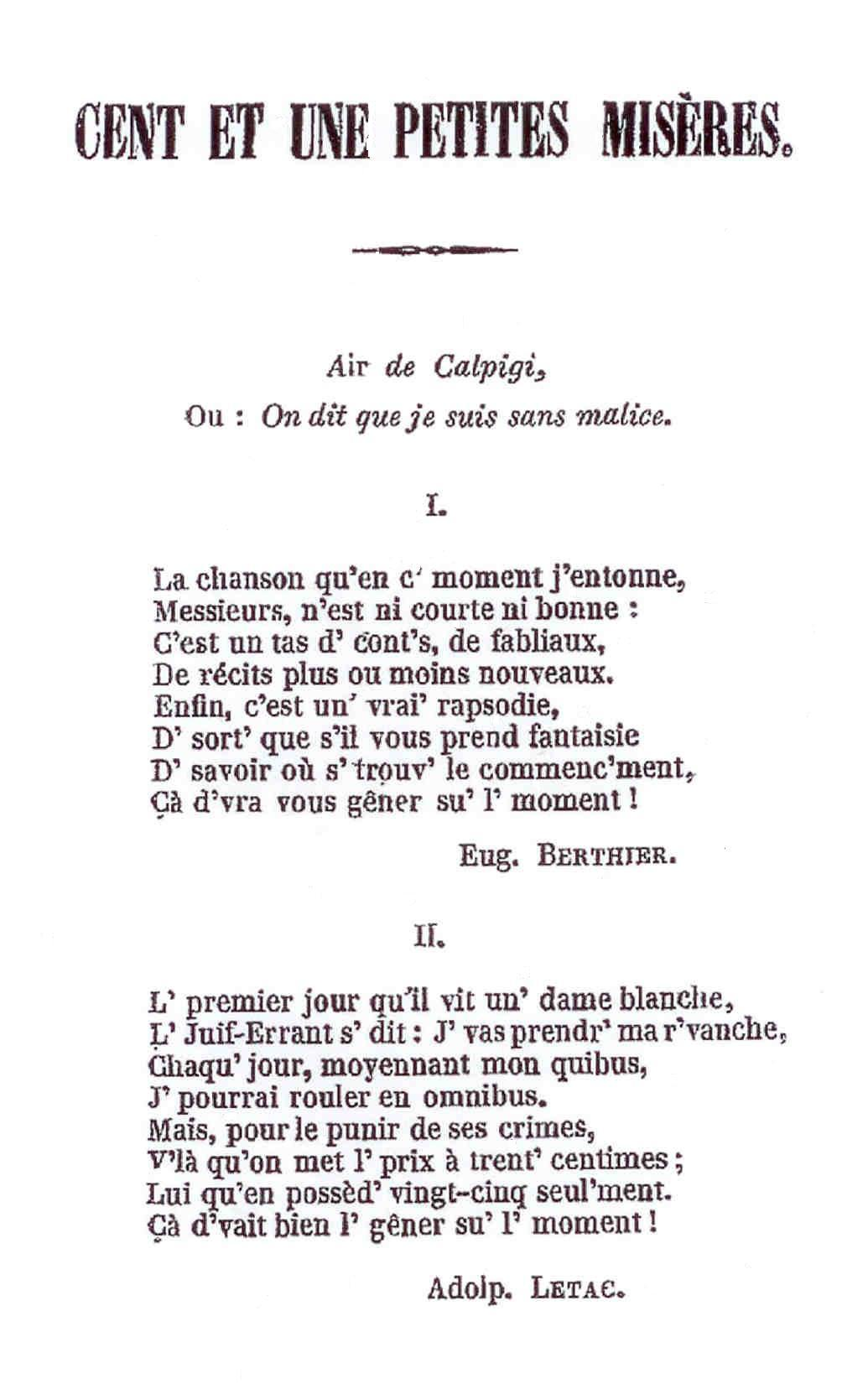
Première page de Cent et une petites misères, Paris 1846.

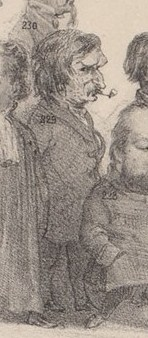
Caricature par Nadar, Panthéon Nadar Paris 1854.

La même année, il est un des trois fondateurs du groupe de 39 chansonniers de goguettes qui rédigent collectivement les Cent et une petites misères, Œuvre sociale, rédigée par les meilleurs chansonniers de l'époque, Sous la Direction de MM. Charles Gille, Adolphe Letac et Eugène Berthier, Fondateurs. Une très longue chanson comique à chanter sur l'air de Calpigi ou On dit que je suis sans malice. Elle est composée de 101 couplets signés et finissant tous, avec de légères variations, par : « Ça d'vait bien l'gêner su' l'moment ». Charles Gille signe les couplets 3, 24, 72 et 94.
Charles Gille écrit la chanson qui sonne comme un défi Au préfet de police qui a fait fermer notre goguette (extraits) :
Il est un fait qui me rassure.

Vous nous qualifiez d'étourneaux...

Depuis bien longtemps la censure

S'attache avant tout aux journaux

Le travailleur ne peut s'instruire

A leurs quotidiennes leçons,

Mais il chante sans savoir lire.

Monseigneur, prends garde aux chansons.
Charles Gille est lieutenant de la Garde Nationale en 1848.
Charles Gille connait tout le long de sa vie la misère matérielle. Ses chansons ne lui rapportent rien : les éditeurs Eyssautier et Durand le rétribuent à raison de cinquante centimes le couplet. Seul l'éditeur Vieillot le paye correctement.
En 1849 il dépose une demande de subside au Ministère de l'Instruction Publique en qualité de chansonnier. Dans cette demande il déclare être « le seul de sa catégorie ». Cette même année il édite une publication éphémère : Les grelots de Momus, dont sont conservés deux numéros à la BNF.
Pour subvenir à ses besoins Charles Gille est amené à exercer des métiers pénibles, peu qualifiés : il travaille dans une fabrique de blanc de céruse ce qui lui inspire la chanson Les Cérusiens ; plus tard il traîne une voiture à bras dans les rues de Paris, en qualité de garçon de magasin, et, dans les dernières années de sa vie, il donne des leçons de français et d'écriture, à raison d'un franc le cachet. Ses élèves demeurent plus souvent au sixième étage qu'au premier : cela donne une idée des ascensions qu'il doit accomplir pour arriver à gagner cent francs par mois.
Il a des  relations suivies avec Béranger, qui l'apprécie beaucoup et le cite souvent comme un vrai chansonnier, et jamais le vieux poète ne l'a entendu proférer une plainte.
En 1852 Nadar dessine son portrait. Il figure avec son inséparable pipe seul chansonnier dans la série des littérateurs du Panthéon Nadar.
En 1854, toujours présent dans le Panthéon Nadar, il est le numéro 235.
Le matin du 24 avril 1856, Charles Gille solde un petit compte de deux francs — son unique dette — à un boutiquier voisin de chez lui. Un certain temps après, Mme Ketly arrive, et trouve la clef sur sa porte. Elle entre, et découvre Gille pendu dans sa chambre, au moyen d'une corde. Il est mort depuis une heure.
Les apparences sont celles d'un suicide. Eugène Baillet, qui l'a connu, écrit en 1890 que si Gille a mis fin à ses jours, c'est qu'il était « fatigué des cahots de la vie, désenchanté et doutant de lui-même ».
Deux autres hypothèses n'ont pas été soulevées : l'une, que Gille est victime d'une dépression nerveuse à attirance suicidaire, qui relève du médical et non du moral. L'autre, qu'il est assassiné et le crime camouflé en suicide.
La version retenue dans les biographies est celle du suicide causée par la démoralisation.
Le chansonnier et goguettier saint-simonien Jules Vinçard, qui fut un ami de Charles Gille, a donné en 1878 une explication à la mort du poète :
Mais, hélas cette grande confiance qu'il avait (Charles Gille) dans sa personnalité, cette folle vanité qui s'était emparée de lui sous toutes les formes, l'entraîna dans l'abîme je le crois ainsi, et je n'émets cette idée que parce que j'ai été à même de bien étudier le caractère de ce pauvre ami, et que sa triste fin me semble témoigner que je l'ai bien pénétré.
Un jour, il va prônant partout qu'il a une pièce reçue en lecture au Théâtre-Français ; se berçant avec bonheur de cette gloire future, il s'absorbe dans cette vision mais, comme je vais le raconter, elle lui fut fatale.
M. Arsène Houssaye, alors directeur de ce théâtre, s'était chargé du manuscrit, et, disait Charles Gille, lui avait donné l'assurance de son acceptation par le Comité mais, hélas au bout de quelques mois d'attente, la pièce fut renvoyée à son auteur. Toutes ses illusions étaient détruites C'était un coup de foudre pour le pauvre Gille ; il s'affaissa sous le poids de cette déchéance, et peu de temps après on le trouva pendu à la porte de sa chambre.
Les chansons commémoratives rédigées par quelques-uns de ses collègues à l'occasion de sa disparition donnent une idée de la place importante qu'il occupe auprès de ses contemporains. On connait des textes d'Auguste Alas, Charles Colmance, Eugène Imbert et Jules Jeannin.
Dans la famille de Charles Gille son beau-frère Noël Mouret est également goguettier.
Mouret a eu l'occasion de lui rendre des hommages posthumes et chantants. Eugène Imbert écrit à ce propos en juin 1880 :
J'ai dit que Mouret a souvent présidé des sociétés chantantes. Il en a fondé plusieurs. Il a en outre organisé des soirées en l'honneur des chansonniers morts. Seulement, comme le siège de ces soirées change souvent, on inaugure généralement le nouveau local par les chansons de Gille.
En 1878, à l'occasion du 22e anniversaire de la disparition de Charles Gille, la revue La Chanson écrit : « Dans l'œuvre de Gille, on n'a que l'embarras du choix, pour trouver de belles et bonnes choses : Gille restera une des gloires de la chanson moderne. »
En 1890 Eugène Baillet écrit :
Les cent cinquante chansons de Charles Gille sont disséminées dans des publications oubliées ou des feuilles volantes ; je les ai toutes retrouvées et réunies en un volume manuscrit. Il y a là une œuvre qui compte dans l'histoire littéraire et philosophique du XIXe siècle et qu'il faut sauver de l'oubli.
Charles Gille a composé une vingtaine de musiques pour ses chansons, ce sont des airs presque tous devenus populaires. On lui doit aussi un acte en vers, pétillant de verve et d'esprit, intitulé le Barbier de Pézenas ; il a été publié dans le journal le Témoin, rédacteur en chef Henry Lecomte.
Eugène Baillet ne paraît pas avoir réalisé son projet de publication de l'ensemble des chansons de Charles Gille qui finit par être complètement oublié par le grand public.
En 1925 Marius Boisson publie un livre : Charles Gille ou le chansonnier pendu (1820-1856).– Histoire de la Goguette.
En 1958, Robert Brécy écrit un article intitulé : « Un oublié : Charles Gille, le plus grand des chansonniers révolutionnaires. »
La découverte récente de deux manuscrits de Gille, dont un entièrement autographe et l'autre en partie autographe reliés en un volume a permis la première édition des œuvres complètes de Charles Gille en 2002. Publiée en Allemagne à Hildesheim par Herbert Schneider elle comprend 163 chansons dont quelques colportages parus entre 1846 et 1857.

## Charles Gille vu par Jules Vinçard et Eugène Baillet
Point de vue de Jules Vinçard :
Quant à Charles Gille, la bonhomie de ses excentricités vaniteuses les lui faisait aisément pardonner, d'autant plus qu'il les rachetait par un véritable talent de poète chansonnier, et que ce talent, entièrement consacré à la glorification du peuple, n'a jamais dévié de cette voie,
Portrait par Eugène Baillet :
Gille était d'un naturel gouailleur, son rire était sarcastique et le fond de son caractère était sombre. Le regard vague de ses yeux noirs dénotait une préoccupation constante ; était-ce la lutte contre la pensée du suicide ? Cependant il avait su créer autour de lui un groupe d'amis très sympathiques et d'un dévouement absolu. Parmi les chansonniers nous le considérions comme notre maître, la première place était pour lui partout ; il fallait donc qu'il fût bien las de la vie et de la lutte pour qu'il nous quittât volontairement à trente-six ans !

## Charles Gille: un révolutionnaire?
Charles Gille présenté comme « révolutionnaire » par certains commentaires a écrit une chanson : Le bataillon d'Afrique très favorable à la conquête coloniale.
On y trouve les deux couplets suivants :
Chef de la tribu perfide

Qu'Abd-el-Kader soudoya,

Monte ton coursier numide,

Si tu crains la razzia, 

Surtout fais passer devant

Ta sultane et ta barrique.

Nous venons, sans plus d'entraves,

Pour régler certains écots ;

Vous allez danser, mes braves,

La danse des moricauds ;

C'est nous qui, dorénavant,

Vous fournirons la musique.
Vouloir résumer les opinions de Charles Gille emprisonné un temps pour son opposition à la monarchie en le qualifiant de « révolutionnaire » parait sommaire et simplificateur. La réalité de ses convictions politiques est plus complexe que la simple opposition pouvoir-révolution.

## L'inspiration poétique selon Charles Gille
Charles Gille poète a mis en chanson sa conception de l'inspiration poétique :
Recette pour faire une chanson (extrait)

Tu doutes, cher Narcisse,

Et c'est mal de ta part,

Qu'en peu de mots je puisse

Te dévoiler mon art.

Et vidant chopinette,

Je vais, mon vieux garçon,

Te donner la recette

Pour faire une chanson.

(...)

La cervelle tendue,

Vas toujours, vas ton train,

On peut dans chaque rue

Attraper un refrain ;

Que ton oreille guette

Un mot, un bruit, un son :

Et voilà la recette

Pour faire une chanson.

## Quelques chansons
| - L'Artiste - Le bataillon d'Afrique - le Bataillon de la Moselle - Le Bataillon des Prisons - Le Bengali - Le Cabaret de Ramponneau - Les Cérusiens (1846) - La Cloche fêlée - Le cri des Français - Le Départ de la Garde nationale en 1792 - Le drapeau de la Liberté - Faustine la coquette | - La Fée aux aiguilles - La Femme du Prisonnier - La Fête des Champeaux (1839) - Histoire de la chanson (1844) - Italie - Lettre au Commissaire - Ma Marguerite - Ma Plume - La Mère des Compagnons - Les Mineurs d'Utzel (1842) | - Mon pays c'est ton cœur - Napoléon - Nos démissions à la Lyce Chansonnière (1846 - écrit avec Christian Sailer) - Pâques-Fleuries - La Payenne - La Polonoise - Au préfet de police qui a fait fermer notre goguette - La Prostituée - Rabelais - Recette pour faire une chanson - Reprends ta lutte contre la pauvreté - La Taverne des Hussards | - La Trente-Deuxième demi-brigade - Trois Compagnons et un Savetier - Le Vengeur - Au vent (1846) - Vent fatigué de souffler des tempêtes - Ventôse - Vivent les chansons grivoises |

## Sources
- Eugène Baillet Le chansonnier Charles Gille, article paru dans le numéro 16 de Les Coquelicots. Recueil poétique mensuel ouvert à tous les poètes-ouvriers de France et d'Algérie, Paris, 1er septembre 1890, pages 13 à 16.
- Thomas Bremer Le chansonnier comme franc-tireur. Charles Gille et la chanson politique pendant la deuxième moitié de la Monarchie de Juillet. in Études littéraires françaises, La chanson française et son histoire, éditée par Dietmar Rieger, Gunter Narr Verlag, Tübingen 1988.
- Liste complète des chansons de Charles Gille, consultable sur Internet.

## Publication faite par Charles Regnard et Charles Gille
- La chanson de nos jours, chansons populaires contemporaines, publié par Charles Regnard et Charles Gille, Eyssautier éditeur, Paris 1844, 338 pages.

## Œuvres complètes de Charles Gille
- Herbert Schneider, Das politische Lied im Untergrund (1840-1856) : die Chansons von Charles Gille ; kritische Edition (La république clandestine (1840-1856) : les chansons de Charles Gille ; édition critique), G. Olms éditeur, Collection Musikwissenschaftliche Publikationen, ISSN 0944-8608 numéro 16, Hildesheim 2002, 371 pages, chansons et poèmes originaux en français, introduction et appareil critique en allemand. Références bibliographiques à la BNF